# Tessa van Schagen
Tessa Johanna van Schagen (née le 2 février 1994 à Leyde) est une athlète néerlandaise, spécialiste du sprint.

## Biographie
Elle atteint la finale du 200 m des Championnats d'Europe d'Amsterdam où elle se classe 7e en 23 s 03, avant de remporter la médaille d'or du relais 4 x 100 m en battant le record des Pays-Bas en 42 s 04.

## Palmarès
| Date | Compétition                       | Lieu      | Résultat | Épreuve   | Temps   |
| ---- | --------------------------------- | --------- | -------- | --------- | ------- |
| 2013 | Championnats d'Europe juniors     | Rieti     | 3e       | 200 m     | 23 s 65 |
| 2013 | Championnats d'Europe juniors     | Rieti     | 3e       | 4 × 100 m | 44 s 22 |
| 2014 | Championnats d'Europe             | Zürich    | —        | 4 x 100 m | DNF     |
| 2016 | Championnats d'Europe             | Amsterdam | 7e       | 200 m     | 23 s 03 |
| 2016 | Championnats d'Europe             | Amsterdam | 1re      | 4 x 100 m | 42 s 04 |
| 2017 | Championnats d'Europe par équipes | Lille     | 9e       | 200 m     | 23 s 77 |
| 2017 | Championnats d'Europe par équipes | Lille     | 5e       | 4 x 100 m | 43 s 56 |
| 2017 | Championnats du monde             | Londres   | 8e       | 4 x 100 m | 43 s 07 |

## Records
| Épreuve | Performance         | Lieu      | Date         |
| ------- | ------------------- | --------- | ------------ |
| 200 m   | 22 s 86 (+ 0,4 m/s) | Amsterdam | 19 juin 2016 |